# 路曼·沙斯
路曼·加尼姆·保罗·沙斯（阿拉伯语：رومان غانم بول سايس；1990年3月26日—）是摩洛哥的一位足球運動員，現被卡達星級足球聯賽球隊艾薩德外借到沙特職業足球聯賽球隊艾沙比為摩洛哥國家足球隊隊長。曾參加2018年和2022年世界盃。

## 榮譽

### 球會
狼隊
- 英冠冠軍 : 2017-18[3]

### 國家隊
摩洛哥國家足球隊
- 世界盃殿軍 : 2022

## 外部連結
- 足球数据库：路曼·沙斯的球员统计数据